# Arbetskläder

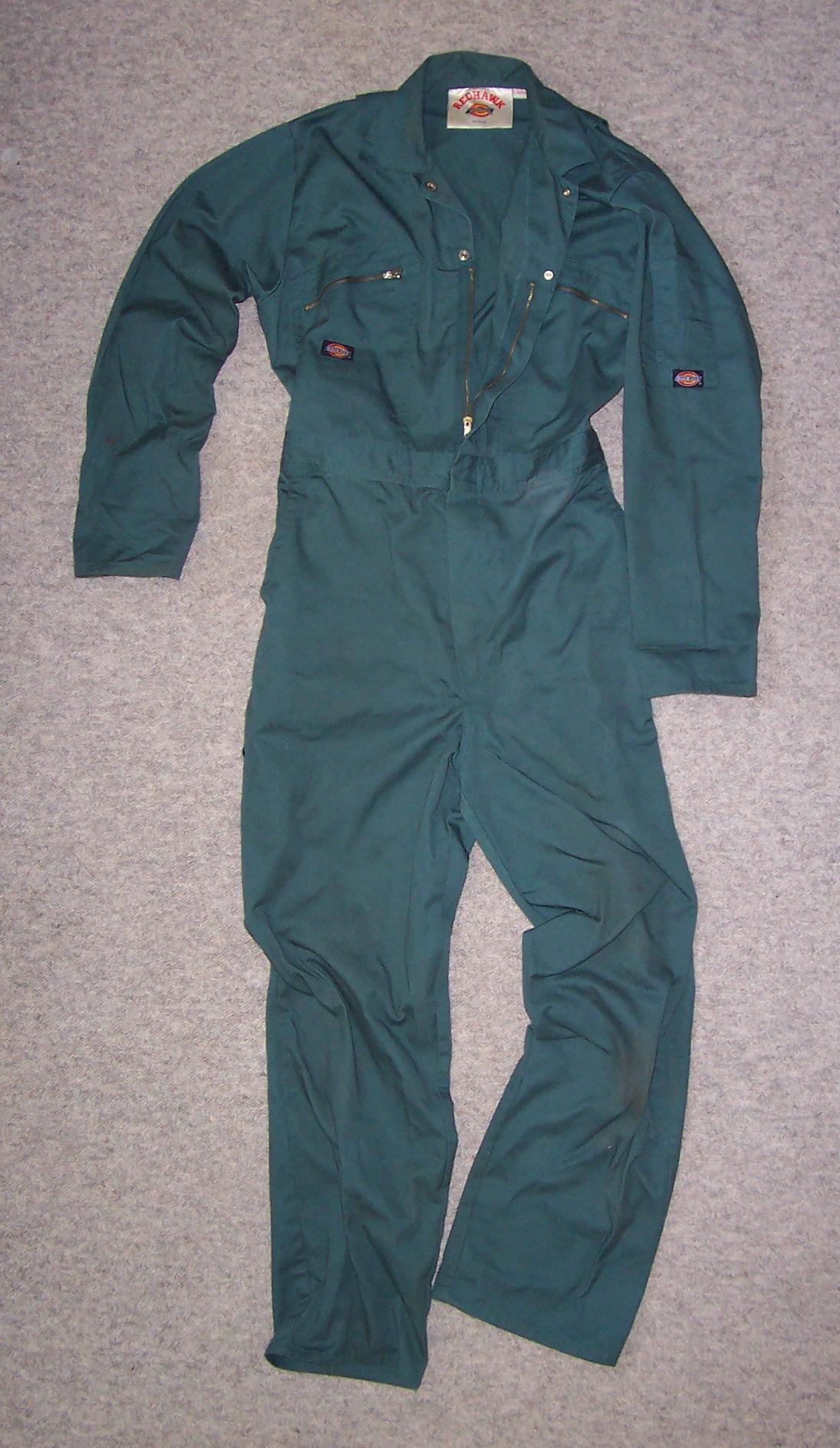
Overaller används ofta som arbetskläder.

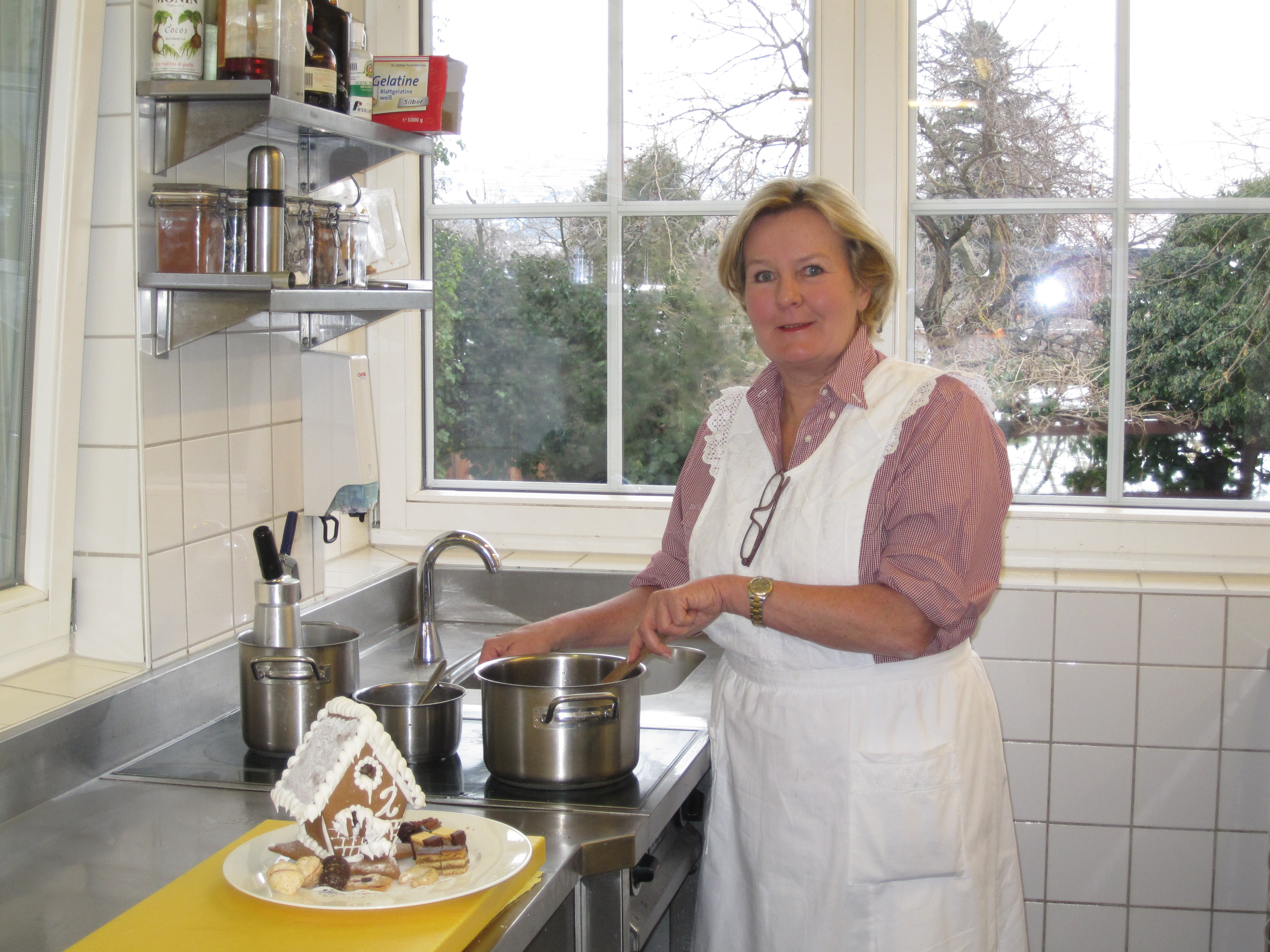
Kvinna iförd arbetskläder för matlagning.

Arbetskläder är kläder som används under arbetstid. Syftet med arbetskläder kan vara att skydda arbetstagaren, tillförsäkra god hygien eller att identifiera arbetstagaren inför allmänheten. Då syftet endast är att identifiera arbetstagaren är beteckningen uniform lämpligare. Arbetskläder är ofta utformade för att vara praktiska i det yrke de används. De är ofta gjorda i ett kraftigare tyg som tål ett högre slitage än vanliga kläder. Även speciella skor och huvudbonader (till exempel snibb) ingår ofta.
Personal som jobbar med livsmedel eller inom vård och omsorg brukar bära speciella arbetskläder av hygieniska skäl. 
På verkstäder och i hantverksyrken används ofta arbetskläder som skall skydda de anställda från skador. Exempel är skyddsoverall, skyddshandskar, snickarbyxor, förkläde och liknande.
Arbetskläder kan också vara skyddskläder som till exempel varselplagg som gör att man syns bättre i utsatta arbetsmiljöer, som på flygplatser eller i trafiken. Det finns även skyddskläder i speciella material som skyddar mot till exempel elektricitet, kemikalier, gnistor och värme.
Anställda på hotell och restauranger och vissa husligt anställda, bär ofta olika typer av uniformer som arbetskläder, till exempel serveringsdräkt eller blus och kjol eller skjorta med finare byxor för hembiträden eller barnflickor.

## Exempel

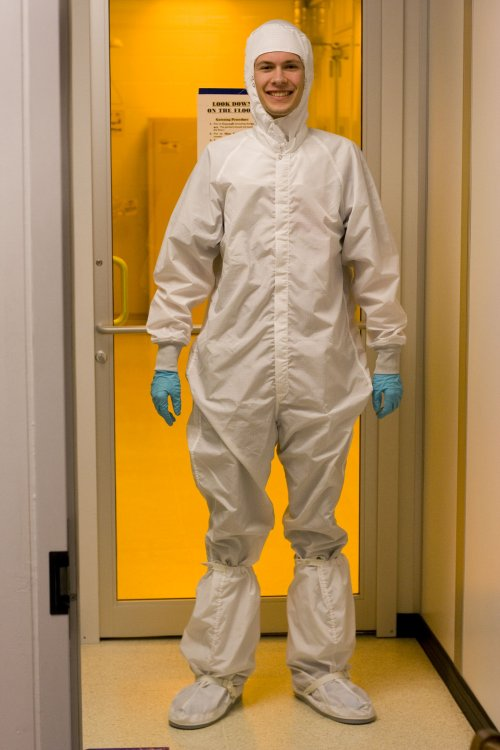
Man iförd skyddskläder för arbete i känslig laboratoriemiljö.
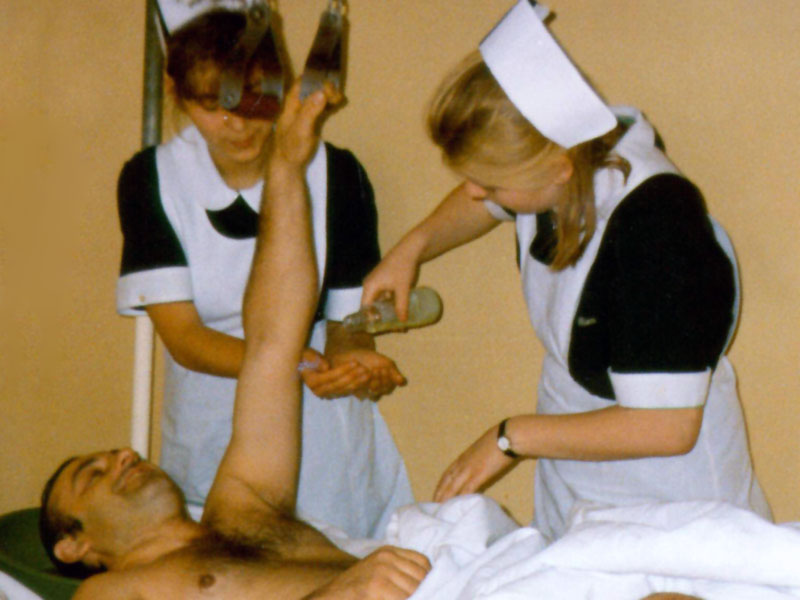
Kvinnor i kläder för omvårdnadsarbete
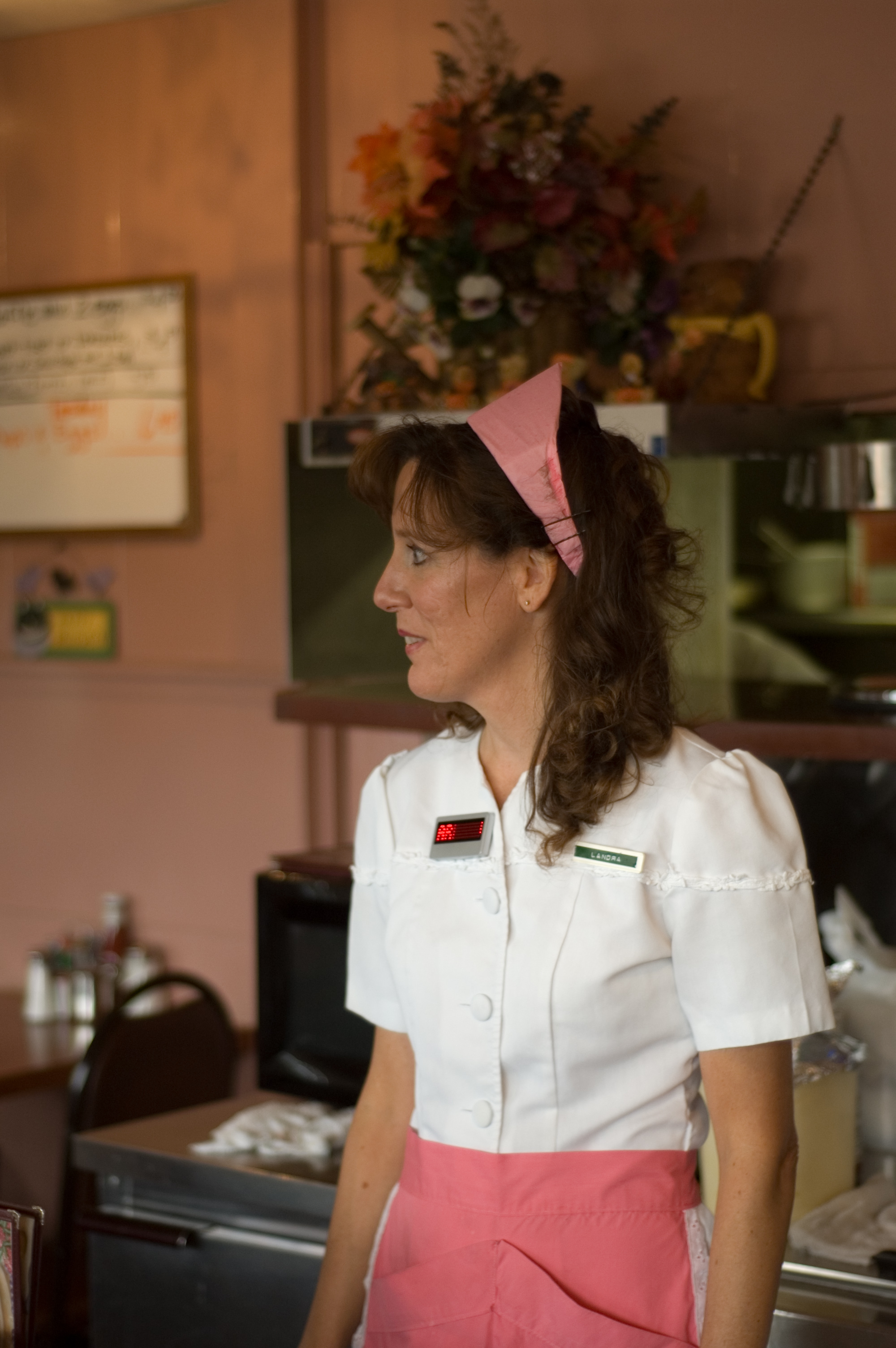
Kvinna i serveringskläder

### Fotnoter
1. ↑  Jan Sundberg (25 februari 2013). ”Hembiträde hos Åbo stadsdirektör”. Ro hit. sid. 8. Arkiverad från originalet den 25 november 2015. https://web.archive.org/web/20151125040936/http://www.dragsfjard.fi/rosala/RoHit/rohit2013.pdf. Läst 25 oktober 2015.
2. ↑  Henrik Brandão Jönsson (9 februari 2012). ”Ingen vill bli hembiträde längre”. Helsingborgs dagblad. Arkiverad från originalet den 14 juli 2012. https://archive.is/20120714060942/http://mobil.hd.se/utrikes/2012/02/09/ingen-vill-bli-hembitrade-langre/. Läst 25 oktober 2015.